# Rio Jacuí-Mirim
O rio Jacuí-Mirim é um rio brasileiro do estado do Rio Grande do Sul.